# Périers, Manche

Périers este o comună în departamentul Manche, Franța. În 1 ianuarie 2022 avea o populație de 2.355 de locuitori.